# Blossio di Cuma
Gaio Blossio di Cuma (latino: Gaius Blossius), (Cuma, ... – ...; fl. II secolo a.C.) è stato un filosofo latino, di scuola stoica, che partecipò alla rivolta di Aristonico, in opposizione alla Repubblica romana.

## Biografia
Nativo di Cuma in Campania, fu allievo del filosofo stoico Antipatro di Tarso. Maestro e amico di Tiberio Gracco, intrattenne rapporti stretti con quest'ultimo: fu una sorta di sua "eminenza grigia", essendone anche sostenitore e co-ideatore del progetto politico di redistribuzione dell'ager publicus. Gracco, influenzato dall'ideologia propria dei partiti popolari greci difesa anche da Diofane di Mitilene, suo altro maestro, aveva proposto inoltre che i proventi del tesoro di Attalo III, che aveva lasciato (forse non del tutto consapevolmente, mentre Sallustio parla né più né meno che di "falsificazione" del testamento di Attalo) in eredità il suo regno ai Romani, fossero distribuiti ai beneficiari della sua legge agraria. 
Dopo la fine ingloriosa e tragica di Gracco (133), Blossio si rifugiò in Asia presso Aristonico di Pergamo. Di costui, figlio naturale di Eumene II, divenne ideologo e filosofo di riferimento. Aristonico, contestando la sottrazione del regno paterno e la decisione del precedente monarca, nonché suo zio Attalo, si proclamò Eumene III e mosse guerra alla Repubblica romana.
La rivolta si dovette fondare sull'appoggio dei ceti più bassi e su larghe masse di schiavi asiatici, mentre le élite pergamene appoggiavano i Romani. Dopo due anni di scontri durissimi, durante i quali Blossio si spese per sostenere quella che era diventata una lotta di affrancamento di un popolo contro una potenza schiavista come Roma (Aristonico prometteva agli schiavi libertà e uguaglianza), Eumene fu sconfitto e tratto in trionfo a Roma (129), mentre il filosofo, per sottrarsi alla vendetta dei romani, si suicidò, come era nella migliore tradizione stoica.